# 1999 en cyclisme
| Années du cyclisme : 1996 - 1997 - 1998 - 1999 - 2000 - 2001 - 2002    |
| Décennies du cyclisme : 1960 - 1970 - 1980 - 1990 - 2000 - 2010 - 2020 |

Les faits marquants de l'année 1999 en cyclisme.

## Par mois

### Janvier
- 24 janvier : Stuart O'Grady remporte la première édition du Tour Down Under.

### Mars
- 14 mars : Michael Boogerd remporte Paris-Nice.
- 17 mars : Michele Bartoli s'adjuge Tirreno-Adriatico.
- 20 mars : Andreï Tchmil s'impose lors de Milan-San Remo[1].

### Avril
- 4 avril : Peter Van Petegem remporte le Tour des Flandres.
- 7 avril : Tom Steels remporte Gand-Wevelgem.
- 9 avril : Laurent Jalabert gagne le Tour du Pays basque.
- 11 avril : l'équipe Mapei-Quick Step signe un triplé sur Paris-Roubaix. Andrea Tafi s'impose en solitaire. Wilfried Peeters est deuxième, Tom Steels troisième.
- 14 avril : Michele Bartoli gagne la Flèche wallonne.
- 18 avril : Frank Vandenbroucke s'adjuge la classique Liège-Bastogne-Liège.
- 24 avril : Michael Boogerd gagne l'Amstel Gold Race. Il bat au sprint Lance Armstrong, auteur de l'attaque décisive, après l'avoir accompagné sans prendre de relai[2]

### Juin
- 6 juin : Lance Armstrong gagne le prologue du Critérium du Dauphiné libéré à Autun[3].
- 8 juin : Alexandre Vinokourov gagne la deuxième étape du Critérium du Dauphiné libéré et prend la tête du classement général[4].
- 9 juin : Jonathan Vaughters gagne la troisième étape du Critérium du Dauphiné libéré, un contre-la-montre sur le mont Ventoux. Il prend la tête du classement général.
- 12 juin : David Moncoutié remporte la sixième étape du Critérium du Dauphiné libéré à Passy Plaine-Joux. Alexandro Vinokourov reprend la première place du classement général.
- 13 juin : Alexandre Vinokourov remporte le Critérium du Dauphiné libéré. Il devance au classement général Jonathan Vaughters et Wladimir Belli. C'est le premier succès majeur de sa carrière.
- 22 juin : Lance Armstrong gagne la dernière étape de la Route du Sud, au plateau de Beille, devant Vaughters qui s'impose au classement général[5],[6].

### Juillet
- 3 juillet : Lance Armstrong gagne le prologue du Tour de France[7],[8] et porte pour la première fois de sa carrière le maillot jaune.
- 5 juillet : à Saint-Nazaire, Tom Steels remporte la deuxième étape du Tour de France. Jaan Kirsipuu devient le premier coureur estonien à porter le maillot jaune.
- 10 juillet : Mario Cipollini gagne à Thionville la septième étape du Tour de France, sa quatrième victoire consécutive sur ce Tour.
- 11 juillet : Lance Armstrong écrase l'étape contre-la-montre disputée autour de Metz et reprend le maillot jaune, qu'il conserve jusqu'à la fin du Tour[9].
- 13 juillet : la première étape de montagne du Tour est remportée par Lance Armstrong, à Sestrières.
- 14 juillet : Giuseppe Guerini gagne l'étape du Tour à L'Alpe d'Huez.
- 19 juillet : Lance Armstrong s'adjuge la 19e étape du Tour de France, un contre-la-montre disputé autour du Futuroscope.
- 20 juillet : la dernière étape du Tour est remportée sur les Champs-Élysées par Robbie McEwen. Lance Armstrong gagne le Tour. Il devance au classement général Alex Zülle et Fernando Escartín, et bat le record de vitesse moyenne de la course. Il en sera disqualifié en 2012.

### Octobre
- 3 octobre : Marc Wauters remporte Paris-Tours.
- 4 octobre :
  - Geneviève Jeanson est championne du monde du contre-la-montre junior.
  - José Iván Gutiérrez est champion du monde du contre-la-montre des moins de 23 ans.
- 5 octobre :
  - Comme en 1998, Leontien van Moorsel est championne du monde du contre-la-montre.
  - Fabian Cancellara est champion du monde du contre-la-montre junior.
- 6 octobre : Jan Ullrich est champion du monde du contre-la-montre.
- 8 octobre :
  - Geneviève Jeanson double son titre au contre-la-montre junior avec celui de la course en ligne.
  - Leonardo Giordani est champion du monde sur route des moins de 23 ans.
- 9 octobre :
  - Edita Pučinskaitė est championne du monde sur route.
  - Damiano Cunego est champion du monde sur route junior.
- 10 octobre : Óscar Freire est le vainqueur surprise du championnat du monde sur route masculin.
- 16 octobre : Mirko Celestino gagne le Tour de Lombardie.

## Principaux décès
- 7 septembre : Thierry Claveyrolat, cycliste français. (° 31 mars 1959).